# Mundari (etnia)
Los Mundari, o Mandari son una etnia nilótica de Sudán del Sur. La tierra en la que están asentados se sitúa a aproximadamente 75 kilómetros al norte de la capital del país, Yuba, alrededor de la localidad de Terekeka, en el estado de Ecuatoria Central.

## Cultura
Los mundari, como otras tribus nilóticas, tienen a la ganadería como una de sus actividades principales: el ganado sirve como alimento, una forma de moneda y una marca de estatus. En este sentido, la vaca tiene en la cultura mundari un papel central en su cosmovisión del mundo, llegando a tener un papel religioso, ya que son consideradas como mediums para llegar a su Dios creador, Ngun. Son una fuente de recursos muy importante para la comunidad: su leche sirve de alimento, mientras que emplean sus excrementos para quemarlos y convertirlos en ceniza con la que se cubren a sí mismos y a sus animales, como forma de ahuyentar a los insectos y protegerse de sus picaduras; la orina de las vacas también se emplea, entre los jóvenes de la comunidad, para teñir su pelo de un característico color anaranjado. 
Debido a la situación de inestabilidad del país, los conflictos armados con otras etnias por el control del ganado son frecuentes.

## Galería

Papel central de la vaca
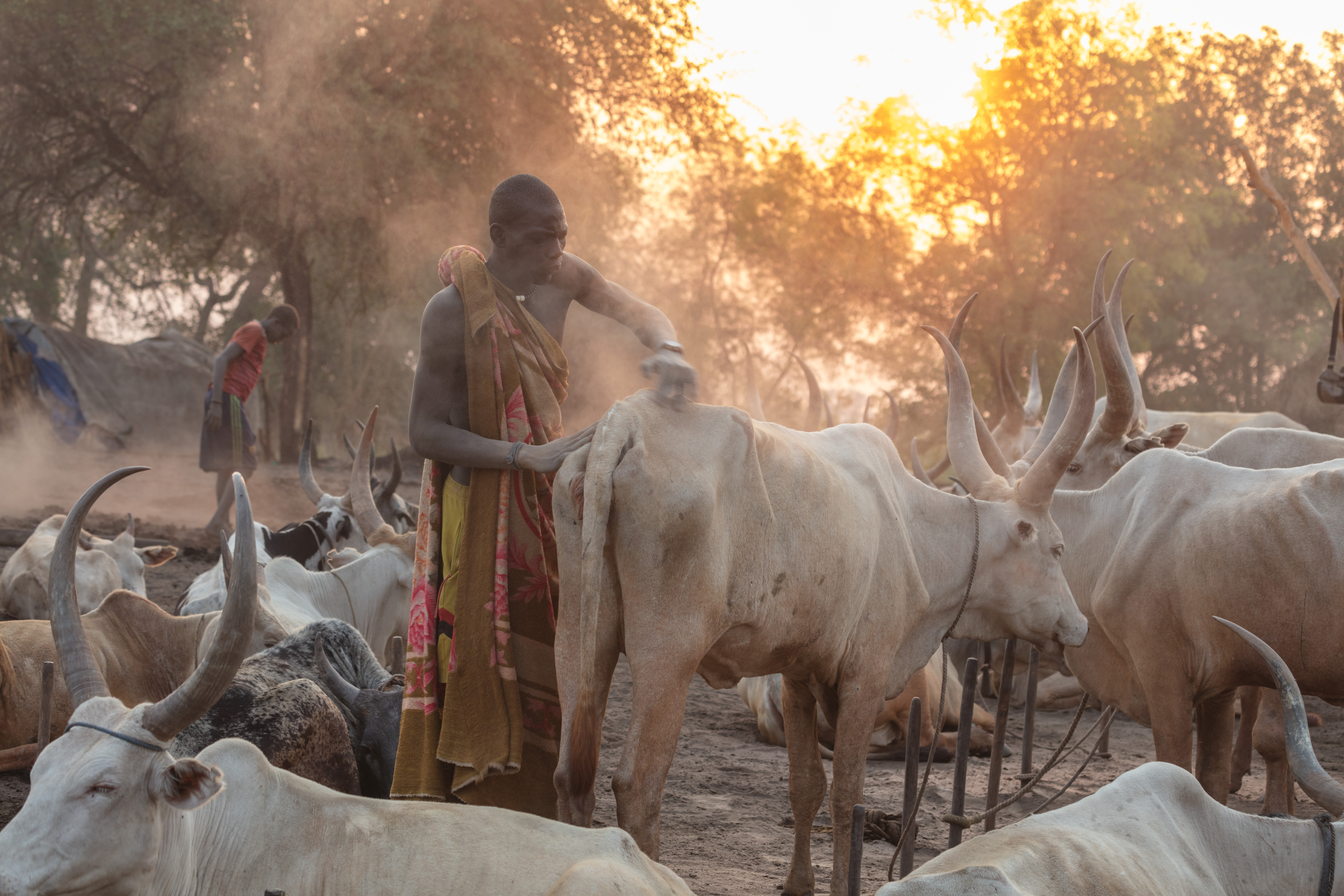
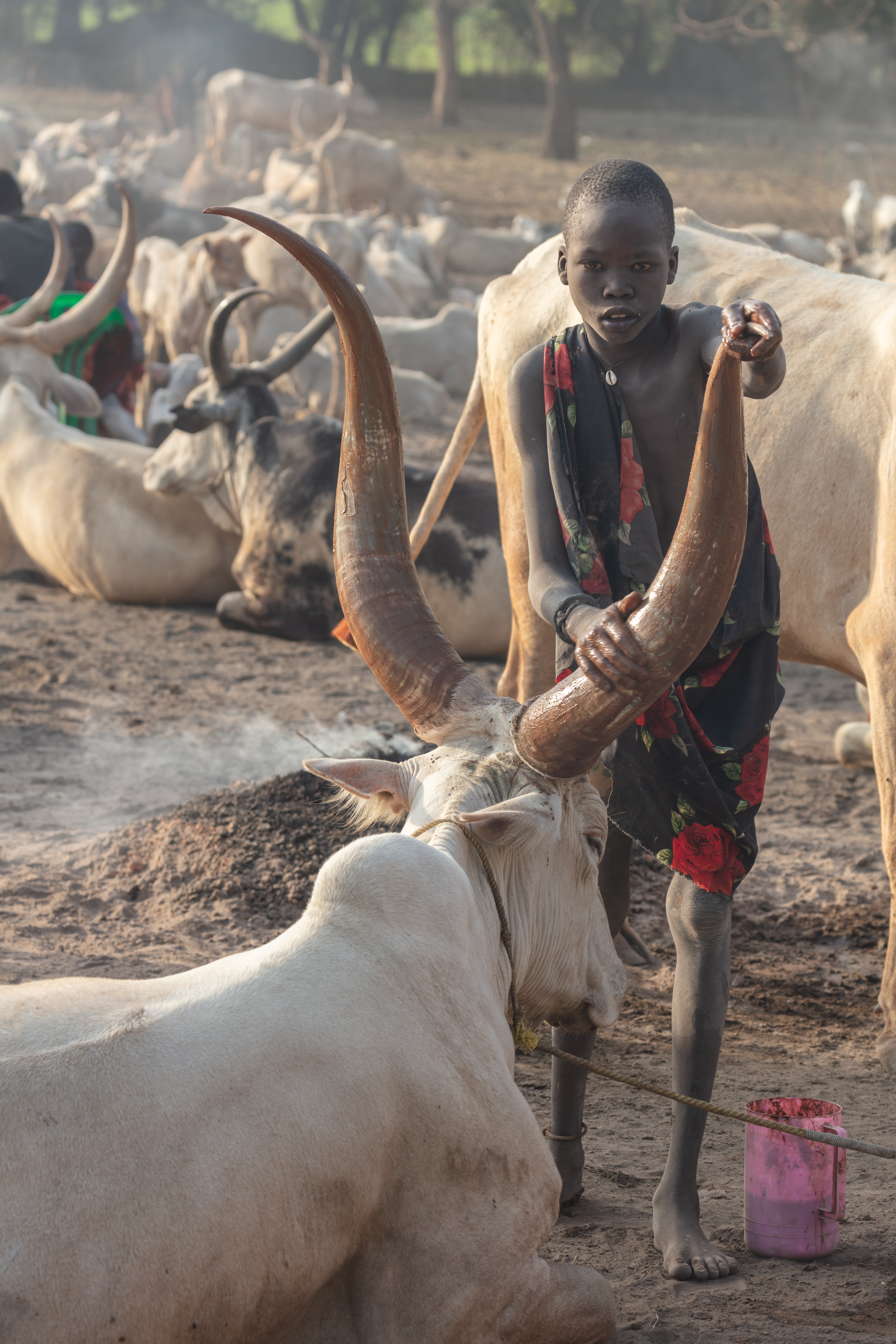
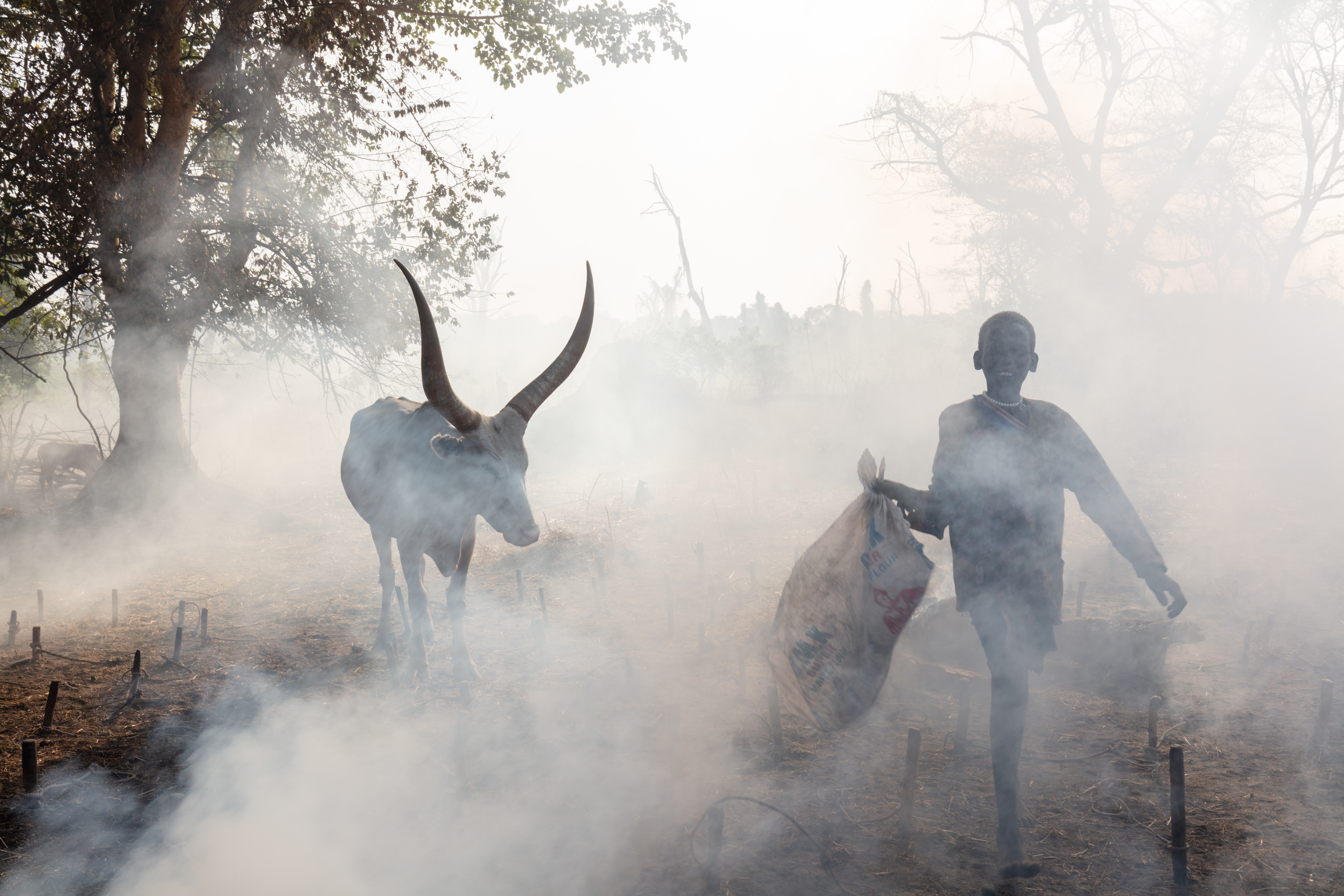
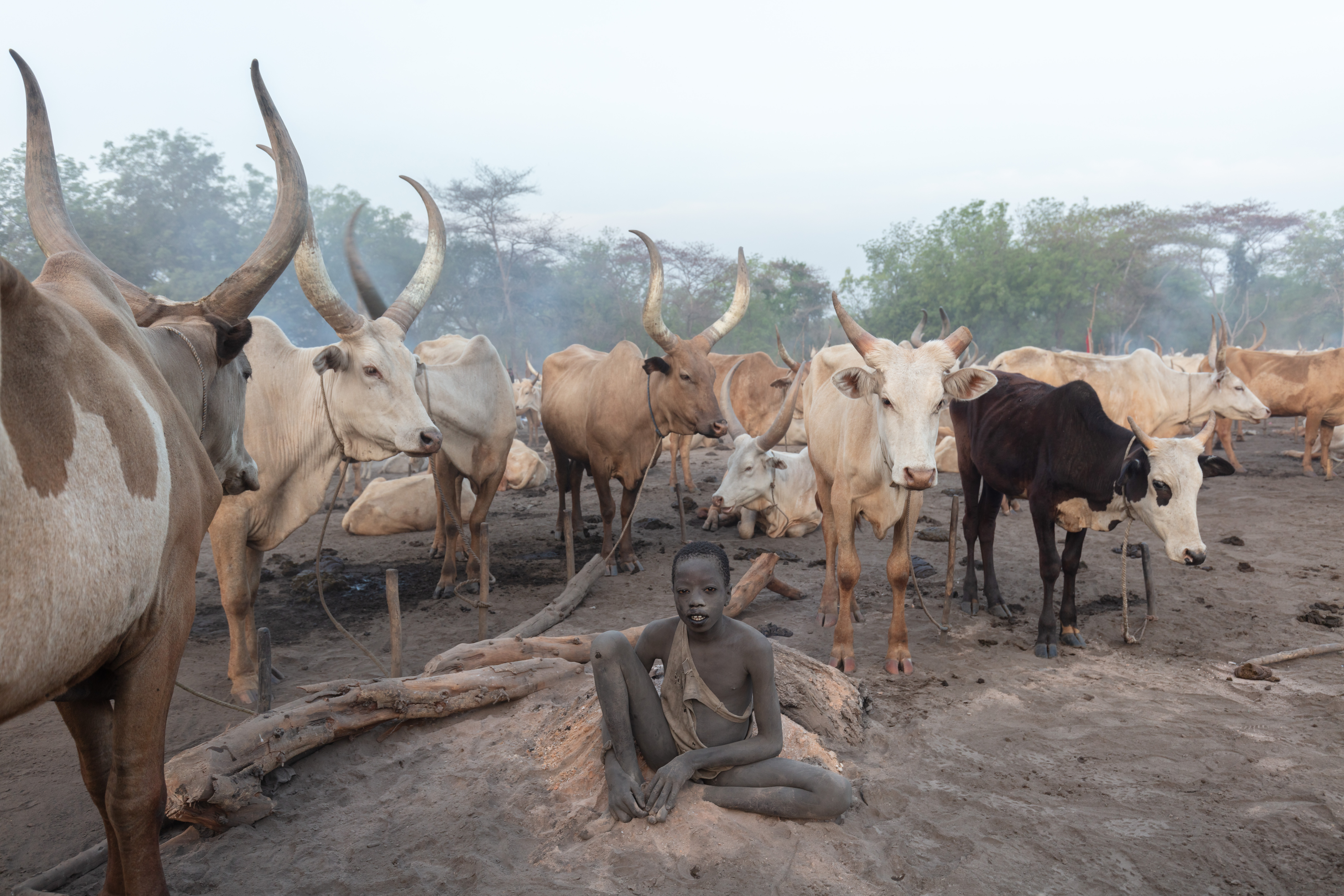
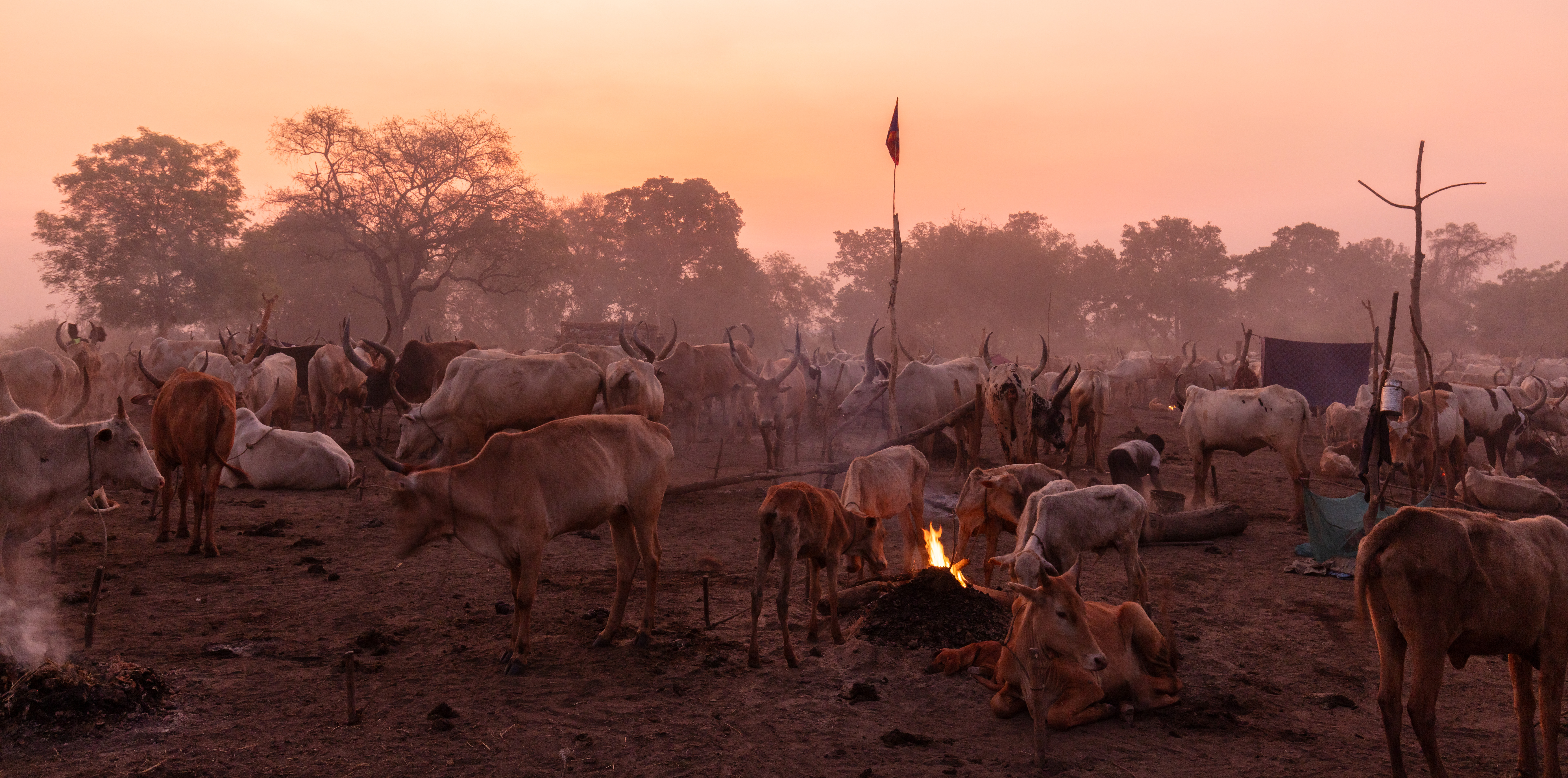